# Böckweiler

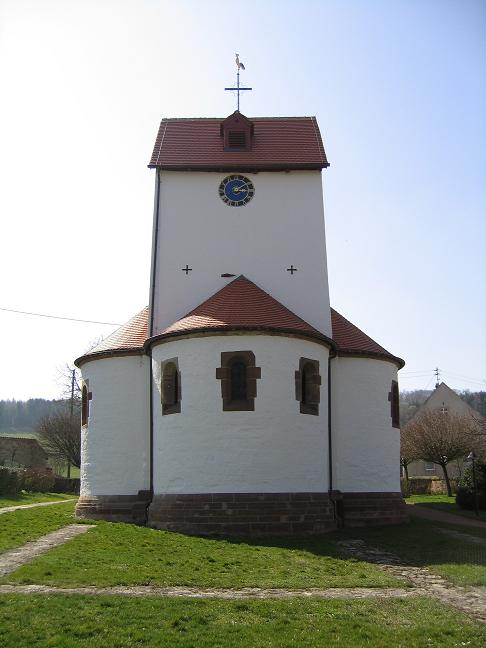
Drei-Konchen-Chor der ehemaligen Klosterkirche

Böckweiler ist ein Stadtteil von Blieskastel im Saarpfalz-Kreis (Saarland). Bis Ende 1973 war Böckweiler eine eigenständige Gemeinde im Landkreis Homburg.

## Geographische Lage
Böckweiler liegt im Südosten des Bliesgaus rund 7 km südsüdöstlich von Blieskastel auf einer Höhe von 301 m ü. NHN. Etwas nordwestlich erhebt sich der Große Kahlenberg mit der Ruine des 1939 gesprengten Alexanderturms (auch Böckweiler Aussichtsturm).

## Geschichte
Anstelle des heutigen Dorfkerns erstreckte sich in römischer Zeit (1.–4. Jh. n. Chr.) ein Gutshof (villa rustica), von dem Teile des Hauptgebäudes und ein Nebengebäude bei Ausgrabungen 1941/42 und 1949/50 untersucht werden konnten.
Auf den Grundmauern der antiken Anlage wurde in karolingischer Zeit (9. Jh.) eine große dreischiffige Basilika errichtet, die vermutlich zu einem kleinen Kloster gehörte. Diese Bauwerke wurden im 11. Jahrhundert durch einen frühromanischen Saalbau ersetzt. Von einer Erweiterung im 12. Jahrhundert stammt der noch heute erhaltene Drei-Konchen-Chor.
Die Endung -weiler spricht für eine Entstehung Böckweilers im 7./8. Jahrhundert. Der älteste schriftliche Beleg für den Ort befindet sich auf der Rückseite einer Urkunde des Klosters Hornbach aus dem Jahr 1149, in der die Kirche in Bickwilre als Priorat des Klosters Hornbach genannt wird.
Im Rahmen der saarländischen Gebiets- und Verwaltungsreform wurde die bis dahin eigenständige Gemeinde Böckweiler am 1. Januar 1974 der Stadt Blieskastel zugeordnet. Böckweiler ist seitdem ein Stadtteil und ein Gemeindebezirk.

## Sehenswertes
Die Stephanuskirche wurde auf den Überresten einer dreischiffigen karolingischen Basilika errichtet, deren Umrisse durch Steinplatten kenntlich gemacht sind. In romanischer Zeit wurde die Kirche umgebaut und erhielt ihre heutige Form mit dem Drei-Konchen-Chor, dessen Grundriss ein gleichmäßiges Kleeblatt beschreibt. Der Chorturm mit den drei Konchen gilt als der einzige Bauteil, der noch aus dem Mittelalter stammt. Nicht zuletzt wegen dieser seltenen Gestaltung ist sie ein Kleinod romanischer Baukunst. Sie wurde im Zweiten Weltkrieg stark beschädigt und 1949/50 wieder aufgebaut. Die Stephanuskirche ist eine der 65 Simultankirchen in Deutschland und die einzige im Saarland.

## Politik
Ergebnis der Bundestagswahl vom 24. September 2017.
- CDU: 31,6 %
- SPD: 28,0 %
- DIE LINKE: 12,4 %
- GRÜNE: 4,1 %
- AFD: 13,0 %
- FDP: 6,2 %
- ANDERE: 4,7 %

Die Wahlbeteiligung lag bei 82,2 %

### Ortsvorsteher
Ortsvorsteher ist Helmut Ruf.